# Gérygone à bec court
Smicrornis brevirostris
Genre
Espèce
Statut de conservation UICN

 LC  : Préoccupation mineure
Le Gérygone à bec court (Smicrornis brevirostris) est une espèce de passereaux de la famille des Acanthizidae, endémique d'Australie. C'est la seule représentante du genre Smicrornis.

## Description
C'est un petit oiseau d'environ 9 cm de long, de couleur jaune olive avec le bec gris, des ailes brunes, des yeux de couleur jaune pâle et des pattes grises. Les plumes de la queue sont de couleur brune avec une barre noire et une tache blanche à l'extrémité de toutes les plumes intérieures sauf la paire centrale. Les deux sexes sont semblables.
Son régime alimentaire se compose principalement d'insectes et de larves.
La femelle pond généralement entre deux et trois œufs de couleur crème tachetés de brun.

## Répartition et sous-espèces

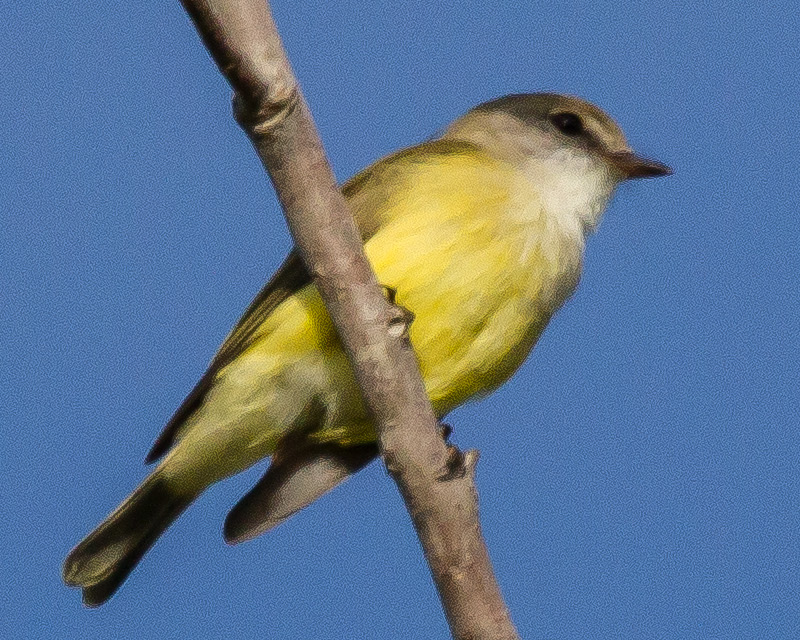
La sous-espèce S. b. flavescens.

Plus petit oiseau d'Australie, on le trouve dans les bois et les forêts de toute l'Australie insulaire.
Selon la classification de référence du Congrès ornithologique international (15.1, 2025) il se répartit en quatre sous-espèces (ordre phylogénique) :
- S. b. brevirostris Gould 1843 — nord ;
- S. b. flavescens (Gould, 1838) — du sud-est du Queensland au Victoria ;
- S. b. occidentalis Bonaparte, 1850 — du Sud-Ouest de l'Australie au sud-est de l'Australie-Méridionale ;
- S. b. ochrogaster Schodde & Mason,IJ, 1999 — Australie-Occidentale.